# Beschoeiing

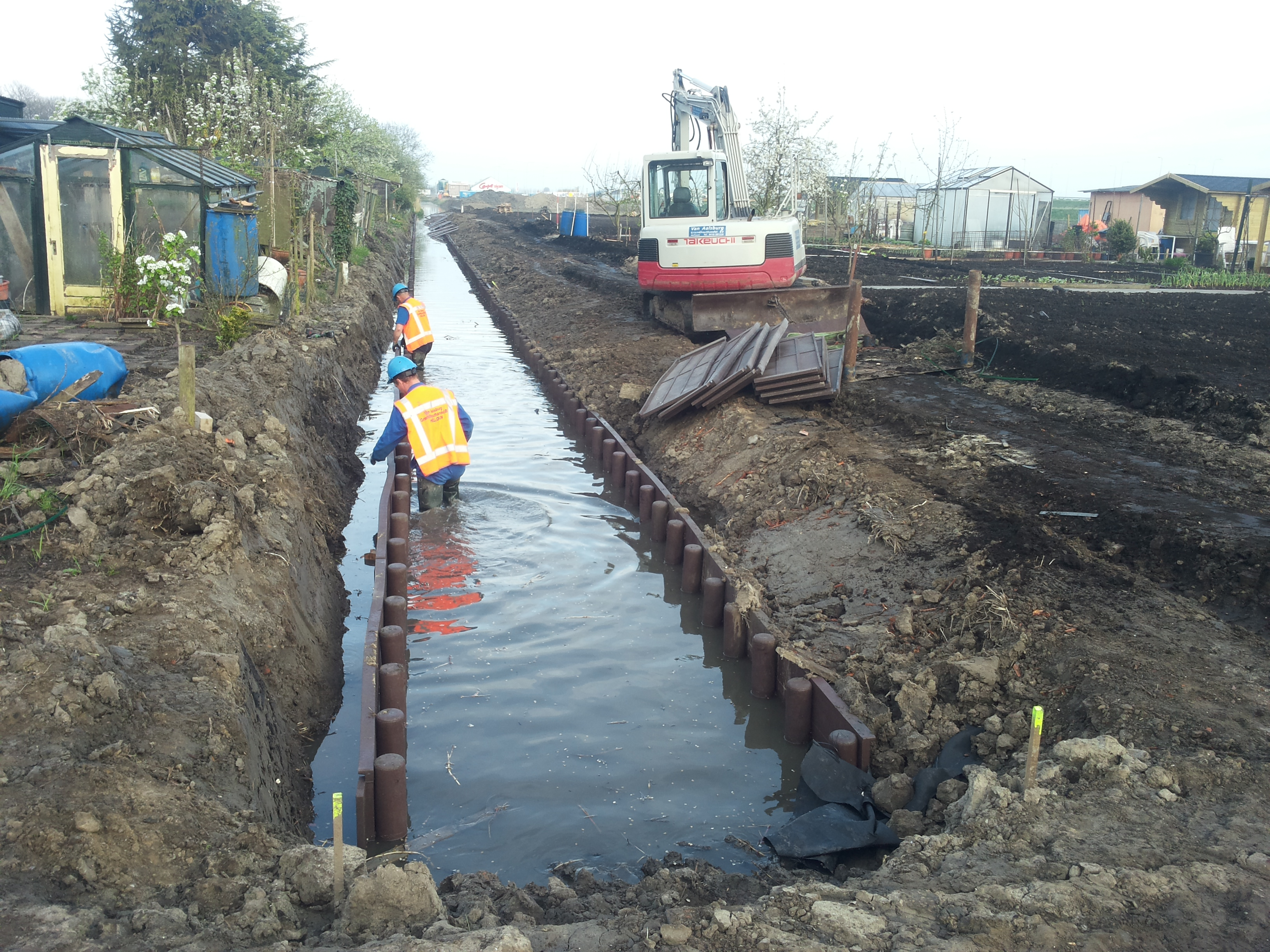
Aanbrengen van kunststof beschoeiing

Een beschoeiing is een kerende constructie die een oever of waterkant beschermt tegen afkalven, golfkrachten en andere invloeden die de stabiliteit van de waterkant in gevaar brengen. In de bouwsector worden beschoeiingen gebruikt langs wanden van bouwputten, voornamelijk om droog te kunnen werken.
Beschoeiingen kunnen gemaakt worden van hout, beton, gerecycled kunststof of staal. Van oudsher wordt vaak hout toegepast. De voorkeur gaat dan uit naar hardhout omdat dit minder snel wegrot. Het nadeel van hout is dat de hoogte van een beschoeiing enigszins beperkt is, palen zijn meestal leverbaar tot een lengte van 6 meter. Daarnaast is er steeds meer verzet tegen het gebruik van tropisch hardhout. 
Gerecycled of glasvezelversterkte kunststof wordt toegepast in de vorm van platen die aan houten of stalen palen bevestigd worden. Ook wordt wel glasvezelversterkt beton gebruikt. Betonnen en stalen beschoeiingen worden in de vorm van damwanden aangelegd en kunnen ook in grotere lengte geleverd worden zodat diepere kanalen met beschoeiing kunnen worden uitgevoerd. Vaak is in dit geval dan ook sprake van een grondkerende constructie.
Houten beschoeiingen worden ook wel aangeduid met de term 'betuining'.

## Verschillende typen beschoeiing
Beschoeiingen kunnen uit verschillende materialen worden opgebouwd: hout, kunststof of beton. Deze verschillende materialen hebben ook elk hun eigenschappen met betrekking tot duurzaamheid, toepasbaarheid en uitstraling. Het combineren van bijvoorbeeld een hardhouten beschoeiing met een kunststof beschoeiing is ook mogelijk.
Een beschoeiing kan verschillende toepassingen hebben. Er kan op functie van de beschoeiing een onderscheid worden gemaakt namelijk een waterkerende, grondkerende of golfkerende functie. Van groot belang is de functie van het terrein dat achter de beschoeiing ligt. Is dit een heestervak, of worden hier bijvoorbeeld zware goederen achter de beschoeiing opgeslagen. Hiermee moet dan ook rekening worden gehouden om de juiste en passende constructie te kunnen kiezen.

## Houten beschoeiing

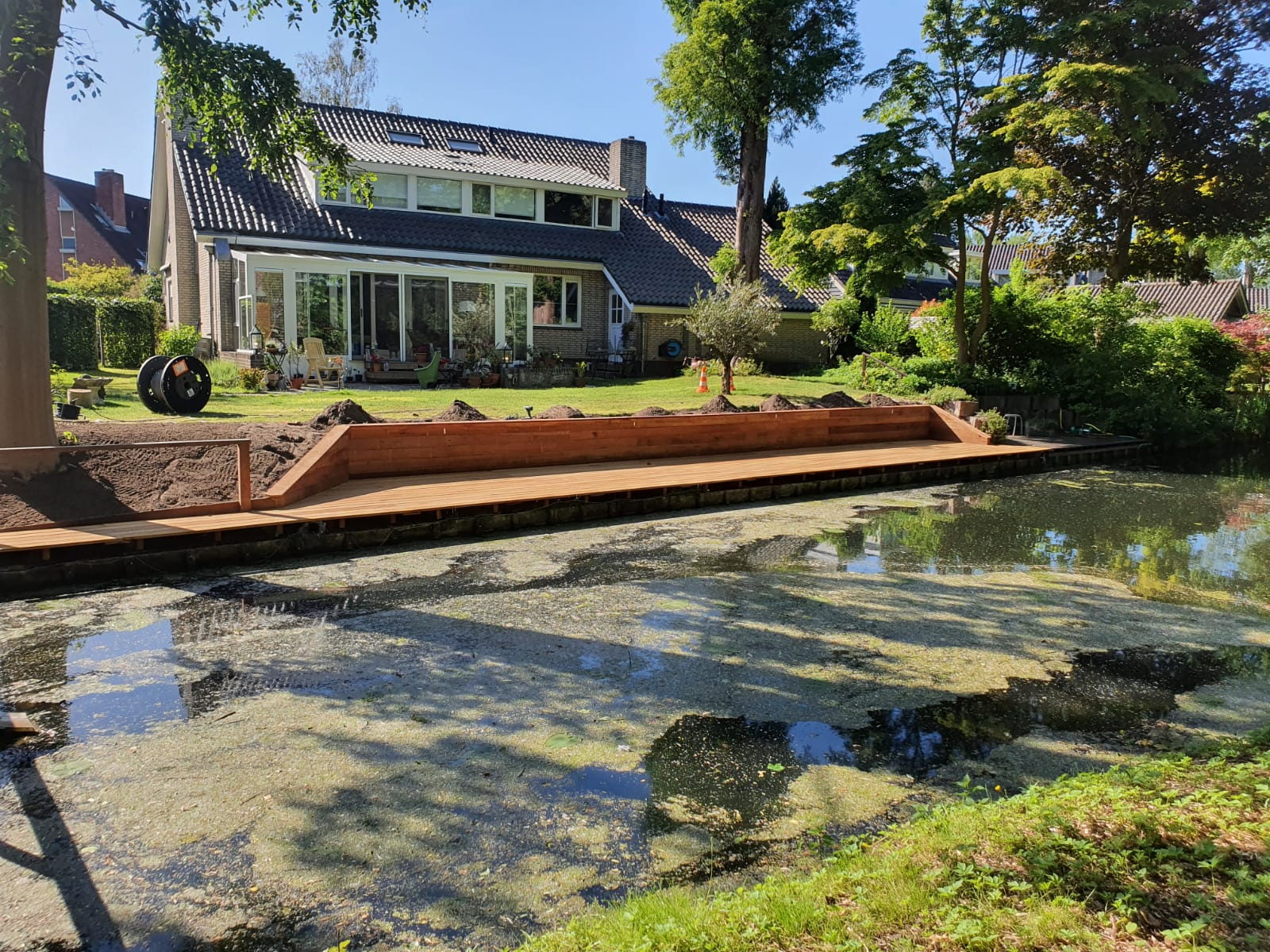
Voorbeeld van een houten beschoeiing

In de meeste gevallen wordt bij het plaatsen van een beschoeiing gekozen voor een houten beschoeiing. Een houten beschoeiing oogt natuurlijk. Een naaldhout wordt vaak gebruikt voor beschoeiingen onderwater.
Boven de laagste waterstand wordt er standaard gebruik gemaakt van hardhouten beschoeiingen. De reden hiervoor is dat hardhout beter bestand is tegen vocht, schimmels, weersinvloeden en belasting. Over het algemeen is hout ook CO2-positief. Dit wil zeggen dat het hout CO2 opslaat en gedurende de levensduur de CO2 ook vasthoudt.
Een houten kering kan gemaakt worden van hardhout of van wilgenhout. een hardhoutbeschoeiing gaat gemiddeld 36,6 jaar mee, wilgenhout circa 15 jaar. Een groot verschil met wilgenhout is dat de biodiversiteit aan de kering veel hoger is dan wanneer hardhout wordt gebruikt.

## Kunststof beschoeiing

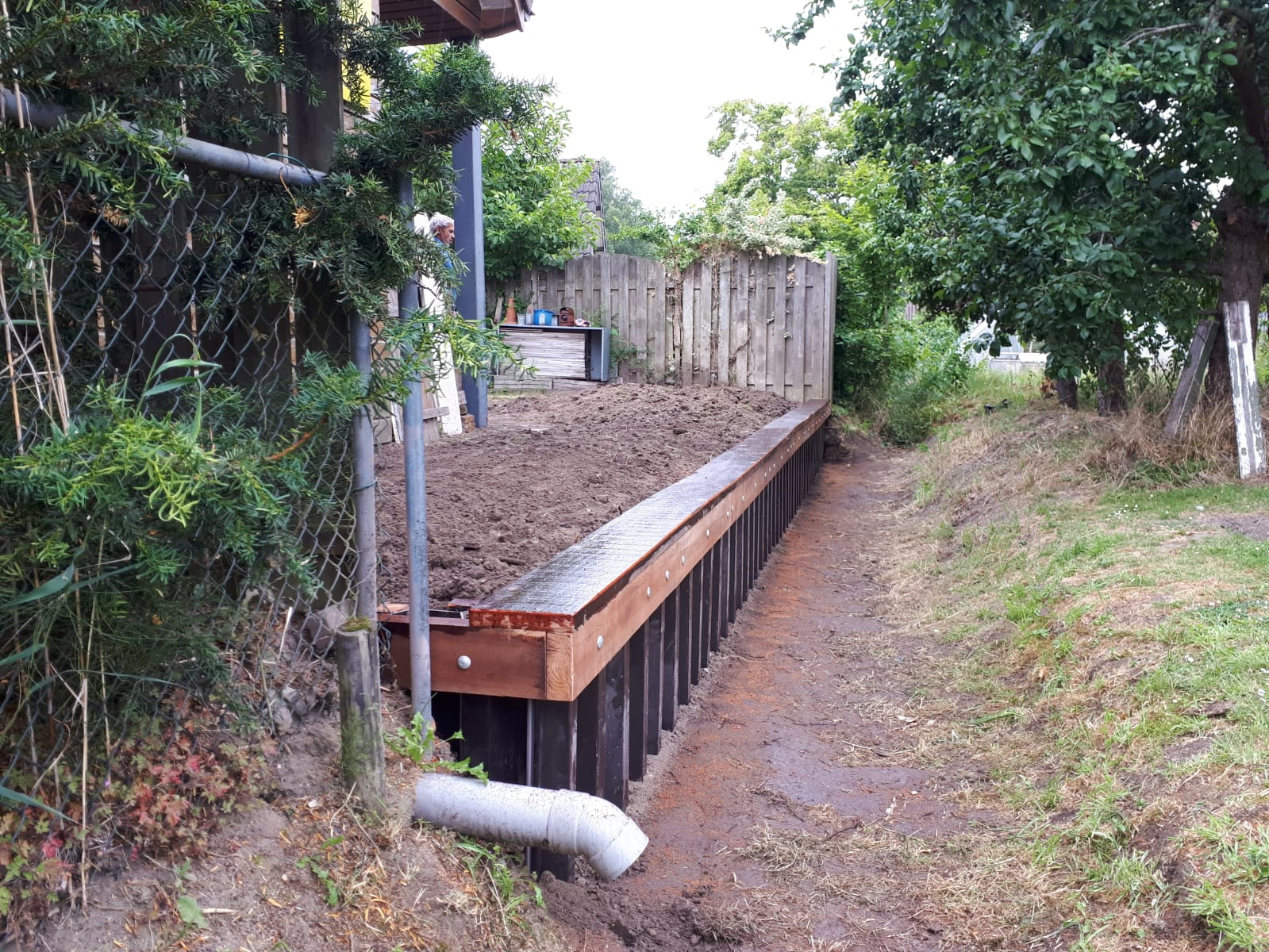
Voorbeeld van een kunststof beschoeiing

Er wordt steeds vaker beschoeiingen uitgevoerd in kunststof. Het heeft een lange levensduur, is eenvoudig aan te brengen en sterk weerbestendig. De investeringskosten zijn vaak hoger dan bij hardhout. Afgewogen tegen de levensduur is kunststof de meest economische oplossing. 

## Combi beschoeiing
Een combi beschoeiing bestaat uit een combinatie van hout en kunststof. De palen zijn van hout, terwijl de schotten op de waterlijn van kunststof gemaakt zijn. Dit maakt dat duurzamere kunststof beschoeiingen voor een lagere prijs geplaatst kunnen worden. Dankzij hete gebruik van kunststof op de waterlijn heeft het hout van geen direct contact met de waterlijn. Daardoor is er te weinig zuurstof voor houtrotschimmels om te gedijen, wat zorgt voor een langere levensduur.

## Rijshouten beschoeiing

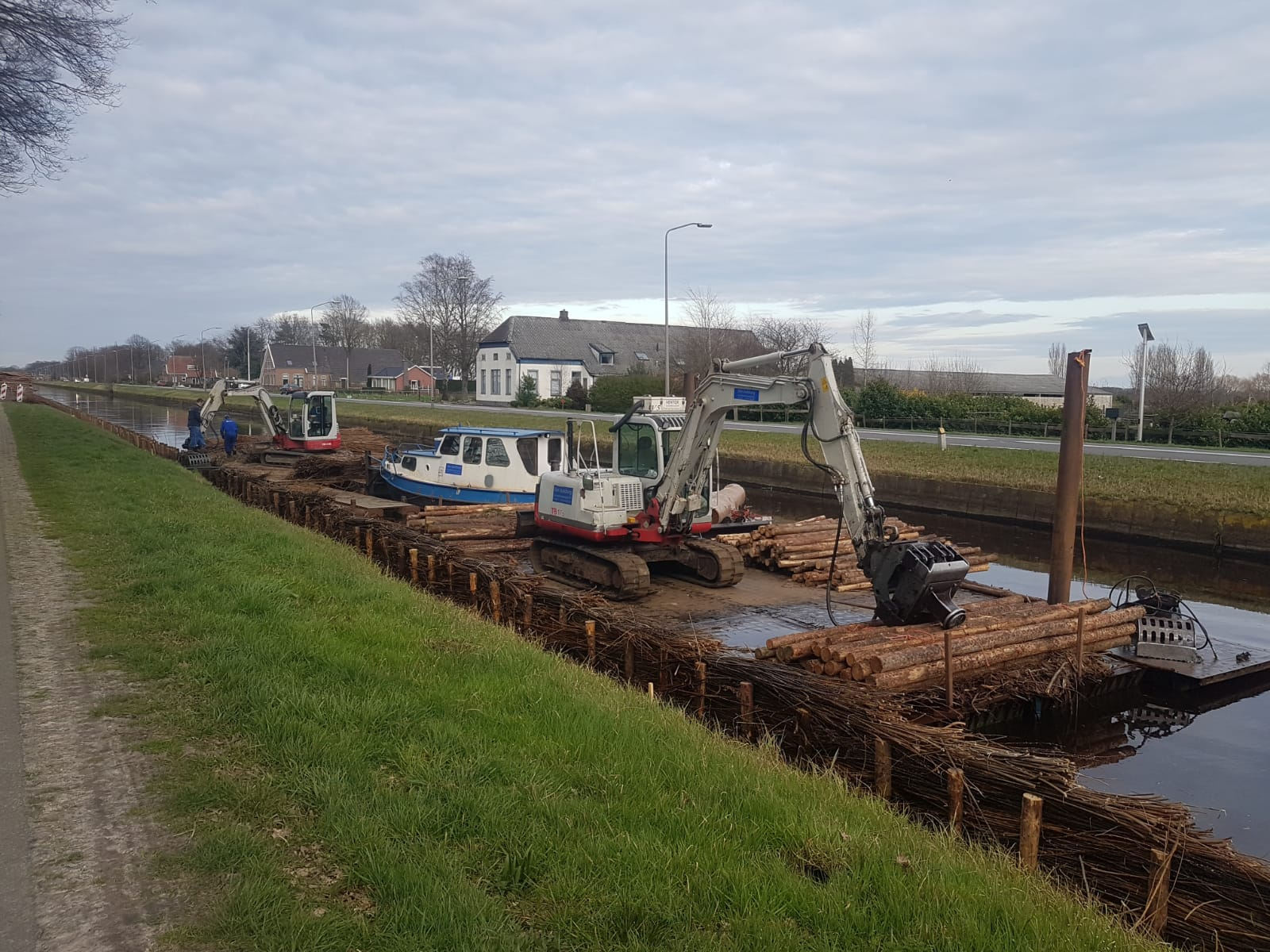
Voorbeeld van een rijshouten beschoeiing, aangelegd met specialistische machines

Rijshouten beschoeiingen worden voornamelijk ingezet als oeverbescherming. Er zijn specialistische methoden voor het plaatsen van rijshouten beschuttingen. Belangrijk hierbij is vooral: 
- Het bepalen van de juiste oplossing. Dit kan een beschoeiing zijn, maar soms is een damwand een betere oplossing
- Het gebruik van kwalitatief goede materialen
- De juiste technieken toepassen om de levensduur te garanderen

## Betonnen beschoeiing
Een betonnen beschoeiing wordt vaak ingezet om oevers te beschermen langs sloten, kanalen of waterplassen. Een betonnen beschoeiing is onderhoudsvrij en kan een grote belasting aan. Een nadeel van een betonnen beschoeiing is dat het vaak een industriële uitstraling heeft en de aanleg hogere kosten met zich meebrengt.

## Verschil tussen een beschoeiing en damwand
Een beschoeiing wordt toegepast voor lagere te keren grondhoogten, bijvoorbeeld voor de oeverbescherming van vijvers of sloten. Hij wordt gemaakt van schotten en planken die horizontaal tegen elkaar worden vastgemaakt en deze worden dan weer bevestigd aan verticaal geplaatste palen. Bij groter hoogteverschillen, vaak meer dan 1,5 meter, wordt er gebruikgemaakt van damwanden. Een damwand bestaat uit planken die verticaal in de grond worden gezet en worden met elkaar verbonden door een mes- en groefverbinding. Damwanden worden vaak ingezet bij kanalen of rivieren.